# 弗里斯科 (德克薩斯州)
弗里斯科是得克萨斯州科林縣和登頓縣的一座城市。它是达拉斯-沃思堡都会区的一部分，距離达拉斯爱田机场和达拉斯/沃斯堡国际机场約40公里（25英里）。 2010年人口普查時，该市人口为116,989  2020年人口普查时，该市人口为207,748。 